# Psychidopsis
Psychidopsis är ett släkte av fjärilar. Psychidopsis ingår i familjen säckspinnare.
Kladogram enligt Catalogue of Life:
| Psychidopsis | \| \| Psychidopsis alpherakii \| \| \| \| \| \| Psychidopsis flavescens \| \| \| \| \| \| Psychidopsis kuldschaensis \| \| \| \| \| \| Psychidopsis rouasti \| \| \| \| |
|              | \| \| Psychidopsis alpherakii \| \| \| \| \| \| Psychidopsis flavescens \| \| \| \| \| \| Psychidopsis kuldschaensis \| \| \| \| \| \| Psychidopsis rouasti \| \| \| \| |
|              | Psychidopsis alpherakii |
|              | |
|              | Psychidopsis flavescens |
|              | |
|              | Psychidopsis kuldschaensis |
|              | |
|              | Psychidopsis rouasti |
|              | |